# Sadie Calvano
Sadie Calvano (8 de abril de 1997) es una actriz estadounidense, conocida por interpretar a Violet Plunkett en la sitcom de CBS Mom. Calvano fue una gimnasta de competición antes de centrarse en la actuación a tiempo completo después de cuarto grado.

## Películas
| Año  | Título                    | Rol                 |
| ---- | ------------------------- | ------------------- |
| 2011 | J. Edgar                  | La sobrina de Edgar |
| 2011 | El corazón del águila     | Julie               |
| 2016 | La Hija Perfecta          | Parroquia Natalie   |
| 2018 | El paquete                | Sarah               |
| 2019 | Por qué matan las mujeres | April               |

## Televisión
| Año              | Título                | Función         | Notas                                                                                        |
| ---------------- | --------------------- | --------------- | -------------------------------------------------------------------------------------------- |
| 2010             | NCIS                  | Rebecca Mason   | Episodio: "Pesadilla Peor"                                                                   |
| 2011             | Eagleheart            | Julie           | Episodio: "Perforadora de Muerte"                                                            |
| 2012             | Kickin' Él            | Lindsay         | Episodio: "Wazombie Guerreros"                                                               |
| 2013             | Accidente & Bernstein | Jennifer        | Episodio: "Accidente de Sistema"                                                             |
| 2013             | Melissa & Joey        | Keira           | 3 episodios                                                                                  |
| 2013 – 2016 2018 | Mom                   | Violet Plunkett | Papel principal (temporada 1, 2 y 3); papel recurrente (temporada 4); invitada (temporada 6) |